# 151
El 151 (CLI) fou un any comú començat en dijous del calendari julià.

## Esdeveniments
- Mitilene i Esmirna són destruïdes per un terratrèmol.[cal citació]
- 1 de gener: inici a Roma del consolat dels dos germans Quintilii, Sext Quintili Condià i Sext Quintili Màxim.[1]